# Desa Kertarahayu (administrativ by i Indonesien, lat -6,38, long 107,06)
Desa Kertarahayu är en administrativ by i Indonesien.   Den ligger i provinsen Jawa Barat, i den västra delen av landet, 30 km sydost om huvudstaden Jakarta.